# Großsteingrab Rassau
Das Großsteingrab Rassau war eine megalithische Grabanlage der jungsteinzeitlichen Trichterbecherkultur bei Rassau, einem Ortsteil von Suhlendorf im Landkreis Uelzen (Niedersachsen). Es wurde im 19. Jahrhundert zerstört. Das Grab befand sich nordwestlich des Ortes, nicht weit nördlich lagen die Großsteingräber bei Hanstedt II. Das Grab wurde in den 1840er Jahren durch Georg Otto Carl von Estorff dokumentiert, war aber bereits damals zerstört und konnte deshalb nicht näher beschrieben werden. Über Ausrichtung, Maße und Grabtyp liegen keine Informationen vor. Aus der Kartensignatur geht lediglich hervor, dass es ein rechteckiges Hünenbett besessen hatte.